# Jealousy's Fools
Jealousy's Fools è un cortometraggio muto del 1915. Il nome del regista non viene riportato nei credit del film.

## Produzione
Il film fu prodotto dalla Biograph Company.

## Distribuzione
Distribuito dalla General Film Company, il film - un cortometraggio in una bobina - uscì nelle sale cinematografiche statunitensi l'11 ottobre 1915. Non si conoscono copie ancora esistenti della pellicola che viene considerata presumibilmente perduta.